# Vicente Navarro Viciedo
Vicente Navarro Viciedo (Nules, 22 de febrer de 1922) ha estat un agricultor i polític valencià, diputat en la primera legislatura de les Corts Valencianes.
Fou elegit diputat dins les files d'Alianza Popular per la circumscripció de Castelló a les eleccions a les Corts Valencianes de 1983. Ha estat vocal de la Comissió d'Agricultura, Ramaderia i Pesca de les Corts Valencianes.